# Portugalská menšina v Česku
Portugalská menšina v Česku (portugalsky Comunidade portuguesa na República Checa či Luso-checos) tvoří jednu z menších komunit národnostních menšin v zemi. Označuje etnické portugalské migranty, kteří přišli do České republiky z Portugalska a také rostoucí komunitu českého původu s úplným nebo částečným portugalským původem.
Podle oficiálních portugalských odhadů žilo v roce 2022 v České republice 2 202 Portugalců, což představuje přibližně 0,02 % populace země.

## Historie

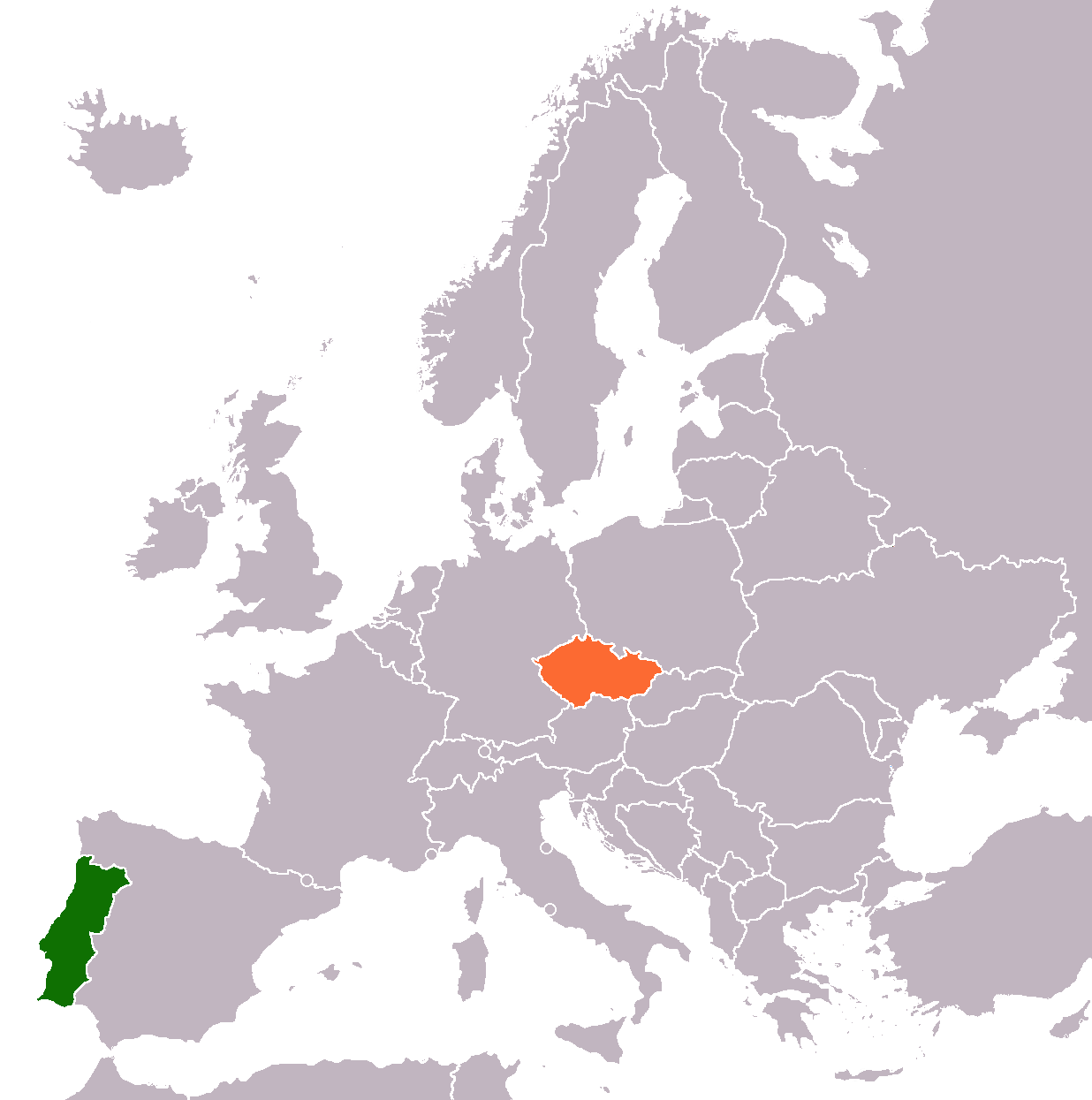
Mapa znázorňující umístění dvou zemí v rámci Evropy

Historie portugalské komunity v Česku je velmi nedávná. Obě země jsou členy EU i NATO, zatímco Portugalsko je členem eurozóny, Češi se při řešení společné měny staví k přijetí eura poměrně zdrženlivě a o zavedení měny se uvažuje bez konkrétnějšího data zavedení.
Portugalská komunita v České republice je relativně malá ve srovnání s ostatními komunitami imigrantů v zemi, jako jsou Ukrajinci nebo Vietnamci. Mnoho portugalských jednotlivců se přestěhovalo do České republiky za pracovními nebo studijními příležitostmi, zejména v oblastech cestovního ruchu, jazykového vzdělávání či podnikání.
Česko je rovněž poměrně oblíbenou destinací i mezi studenty programu Erasmus+: jen v roce 2021 se asi 900 portugalských státních příslušníků rozhodlo studovat nebo provádět svůj výzkum v České republice (vysoké školství, vzdělávání dospělých, mobilita mládeže, mobilita zaměstnanců).
Okolo roku 2008 žilo v zemi země přibližně 1 150 Portugalců. Tato komunita v průběhu dalších let neustále rostla – přinejmenším od pandemie covidu-19 – stále však představuje relativně malé procento z celkového počtu cizinců v zemi. Po coronavirové pandemii se potom částečně zmenšila (v roce 2020 žilo v zemi více než 2 500 Portugalců), pravděpodobně proto, že mnoho zdejších Portugalců pracovalo v nadnárodních společnostech, které během pandemických karantén zavedly práci na dálku.

## Fotbal
V posledních letech se také někteří portugalští fotbalisté přestěhovali do Česka, aby hráli za české kluby v nižších amatérských kategoriích. V roce 2023 to například byli fotbalisté Duarte Ferreira, Luís Pedro, João Rodrigues, Catalin Moraru, Keyner De Vasconcelos (všichni 1. SC Znojmo FK ), Júnior Agostinho (FK Baník Sokolov) či Jayden Luke Fernandes (Praha Raptors). Dean da Lança působil jako trenér klubu Prague Raptors.

## Remitence

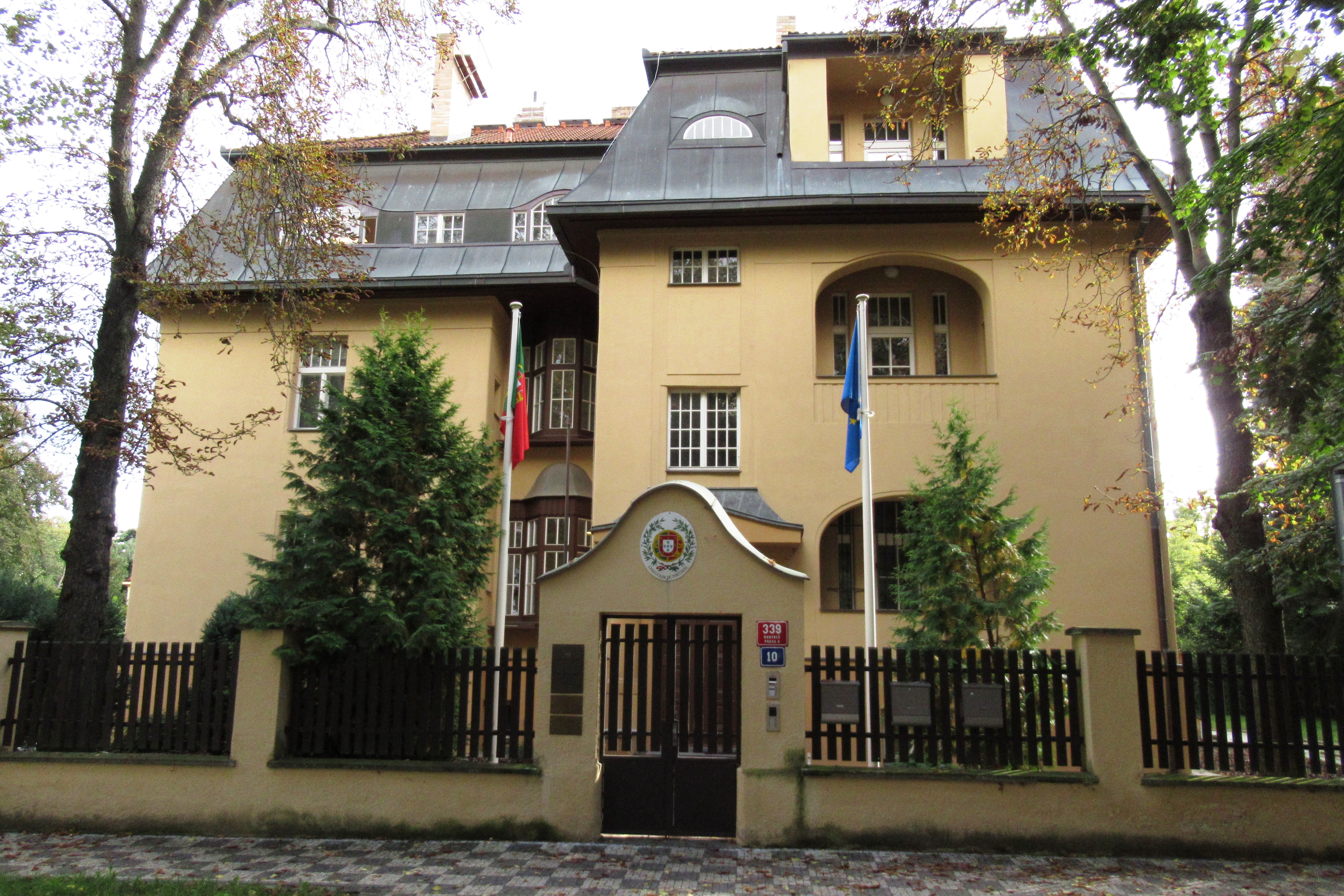
Portugalská ambasáda v Praze

Obě země se těší dobrým vzájemným diplomatickým vztahům a dochází mezi nimi též k růstu mezinárodního obchodu.
Portugalská komunita si udržuje silné vazby se svou vlastí a v letech 2000 až 2021 poslala v tzv. remitencích zpět do Portugalska přibližně 10,08 milionů eur. Za stejnou dobu poslali Češi v Portugalsku (okolo roku 2020 v počtu asi 740 osob) do České republiky přibližně 33,5 milionů eur.

## Portugalština v Česku
Přestože portugalština v Česku nepatří mezi aktivně užívané jazyky, existuje zde aktivní zájem o portugalskou kulturu. Zvláštní pozornost je věnována portugalské kinematografii, umění, poezii a kulinářským lahůdkám. Každý rok začíná studovat portugalštinu kolem 700 Čechů, Česká republika je zároveň přidruženým pozorovatelem Společenství portugalsky mluvících zemí (CPLP). Země také hostí portugalské kulturní instituty a její české univerzity nabízejí kurzy portugalštiny. V Praze funguje také portugalská škola určená pro děti lusofonních expatů. Desítky podniků dovážejí portugalské produkty (zejména vína a korek) a v Praze je i několik kaváren zaměřených na portugalskou komunitu. V roce 2022 navštívilo Česko téměř 40 000 portugalských turistů.
Portugalci jsou součástí širší portugalsky mluvící komunity v Česku, která okolo roku 2020 zahrnovala asi 285 lidí ze zemí PALOP (většina je z Angoly a Kapverd), Východního Timoru nebo Macaa a asi 1500 Brazilců. Obyvatelé zemí CPLP tak čítají kolem 4 000 osob, což představuje 0,04 % obyvatel ČR .